# Steen Thychosen
Steen Thychosen (22 de setembro de 1958) é um ex-futebolista profissional dinamarquês, que atuava como atacante.

## Carreira
Steen Thychosen representou a Seleção Dinamarquesa de Futebol na Eurocopa de 1984 